# Сент-Илер-де-Бран
Сент-Илер-де-Бран (фр. Saint-Hilaire-de-Brens) — коммуна во Франции, находится в регионе Рона — Альпы. Департамент коммуны — Изер. Входит в состав кантона Кремьё. Округ коммуны — Ла-Тур-дю-Пен.
Код INSEE коммуны — 38392. Население коммуны на 1999 год составляло 413 человек. Населённый пункт находится на высоте от 218  до 387  метров над уровнем моря. Муниципалитет расположен на расстоянии около 420 км юго-восточнее Парижа, 37 км восточнее Лиона, 65 км северо-западнее Гренобля. Мэр коммуны — Hélène POULAIN, мандат действует на протяжении 2001—2008 гг.
Динамика населения (INSEE):

## Города-побратимы
- Корнальба, Италия (1998)